# Ponteilla
Ponteilla (tiếng Catalunya: Pontellà) là một xã ở tỉnh Pyrénées-Orientales trong vùng Occitanie, phía nam nước Pháp. Xã này nằm ở khu vực có độ cao trung bình 115 mét trên mực nước biển.